# Xcite X-Cross 7
Xcite X-Cross 7 – samochód osobowy typu SUV klasy kompaktowej produkowany pod rosyjską marką Xcite od 2024 roku.

## Historia i opis modelu
Po zarzuceniu projektu chińskiego SUV-a koncernu FAW, który AwtoWAZ miał wytwarzać od sierpnia 2023 roku pod własną marką jako Łada X-Cross 5, nowe plany produktowe rosyjski koncern ogłosił na początku 2024 roku. Zdecydowano się ograniczyć markę Łada do własnej konstrukcji modeli wytwarzanych w Togliatti, a dla nowo zakupionej dawnej fabryki Nissana w Petersburgu przewidziano nową markę – Xcite.
Przy budowie pierwszego produktu podobnie jak poprzednio zdecydowano się nawiązać współpracę z chińskim producentem, aby zbudować bliźniaczy wariant oferowanego już przez niego w Rosji kompaktowego SUV-a. Tym razem jednak stroną został inny koncern, Chery, i jego model Tiggo 7 Pro. Xcite X-Cross 7 powstał z myślą o równoległej sprzedaży jako bliźniaczy, lokalnie produkowany i przez to tańszy odpowiednik. Wizualnie różnice ograniczono jedynie do innego wypełnienia osłony chłodnicy, logotypów Xcite oraz oznaczeń producenta i modelu na klapie bagażnika.
Poza innym logo na kierownicy nie pojawiły się też żande różnice wewnątrz - prosty, kowencjonalny projekt kokpitu autorstwa Chery zdominował m.in. 10,25-calowy ekran dotykowy na szczycie deski, pozwalający na sterowanie systemem multimedialnym. Do napędu kompaktowego SUV-a wykorzystano ten sam co w Chery benzynowy i turbodoładowany silnik o pojemności 1,5 litra oraz mocy maksymalnej 147 KM.

### Sprzedaż
Xcite X-Cross 7 powstało z myślą o sprzedaży na wewnętrznym rynku rosyjskim. Produkcja modelu w dawnych zakładach Nissan Manufacturing Rus w Petersburgu rozpoczęła się w marcu 2023 roku, z dostawami pierwszych 1000 egzemplarzy rozpoczętymi tuż po premierze i regularną sprzedażą od przełomu maja oraz czerwca tego samego roku.

### Silnik
- R4 1.5 l 147 KM Turbo